# Veliki komet iz leta 1783
Véliki komet iz leta 1783 (uradna oznaka C/1783 X1) je neperiodični komet, ki ga je odkril de la Nux 15. decembra 1783.  

## Značilnosti
Tirnica kometa je bila parabolična. Komet je bil v prisončju 21. januarja 1784 na oddaljenosti 0,708 a.e. od Sonca.